# Stazione di Pompei Scavi-Villa dei Misteri
(Il Mattino, 26 luglio 1934.)
La stazione di Pompei Scavi-Villa dei Misteri è una stazione della ferrovia Circumvesuviana, sita nel comune di Pompei.
Si trova sulla ferrovia Torre Annunziata-Sorrento e deve il nome ai vicini scavi archeologici di Pompei, in particolare alla Villa dei Misteri.

## Storia

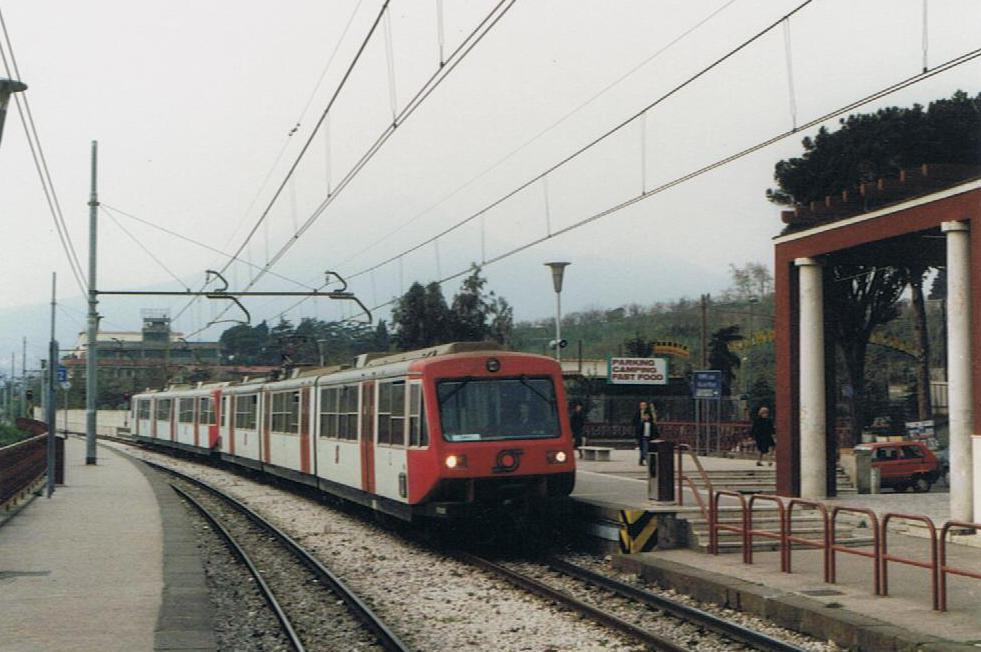
Un convoglio in arrivo al secondo binario nel 1990

La stazione fu inaugurata nel 1932, insieme col tratto Torre Annunziata-Castellammare di Stabia.
Nel 2009 sono iniziati i lavori di raddoppio del binario dalla stazione verso Castellammare di Stabia; al 2025, il doppio binario termina presso l'impianto.

## Strutture ed impianti
La stazione è dotata di due binari, serviti da banchine che sono unite tra di loro tramite sottopassaggio.

### Architettura
La stazione è dotata di un fabbricato viaggiatori di medie dimensioni, progettato da Marcello Canino. Lo stile architettonico ricalca le antiche abitazioni romane, con colonne e porticati, oltre che per la tinteggiatura col classico rosso pompeiano. Lo stabile si erge su due livelli: al piano inferiore sono presenti i servizi ai viaggiatori: una sala d'attesa dotata di biglietteria, un bar-edicola e uno sportello per le informazioni turistiche; il piano superiore ospita gli uffici di Circumvesuviana.

## Servizi
La stazione dispone di:
- Biglietteria a sportello
- Biglietteria automatica
- Sala d'attesa
- Servizi igienici
- Bar

## Interscambi
La stazione dispone dei seguenti interscambi:
- Fermata autobus
- Stazione taxi